# Font de la plaça Sant Salvador
La Font de la plaça Sant Salvador és una font pública situada a la plaça de Sant Salvador de les Gunyoles (Avinyonet del Penedès), a tocar del camí de la font del Cuscó.

## Història
En aquest indret, antigament anomenat plaça de l'Om, hi havia una bassa, coneguda com la bassa de Cal Ferret, on anava la gent per agafar aigua pels animals i l'hort, i per a rentar roba. El 1944 es va retirar la bassa degut a una plaga de febres tifoides que va provocar la mort de 5 persones en un poble de 300 habitants, i la gent creia que la bassa contribuïa a la propagació de les febres. Al seu lloc, es va construir aquesta font que va ser posada per la Comissió d'Aigües del poble en agraïment al Mn. D. Ramon Casajoana, ja mort, que havia tingut cura de formar la comissió d'aigües i fonts de les Gunyoles, i a la família de Torrescassana.

## Descripció
La font està connectada als dipòsits d'aigües del poble que es troben al vessant de la Serra de les Gunyoles. La font es una mena de petita ara, feta de maçoneria, de planta quadrada, quatre frontals i dos piques d'aigua amb una aixeta cadascuna. En dos dels frontals hi ha rajoles de ceràmica vidrada que fan al·lusió al sant del dia de la inauguració, Sant Anton, i en un altre d'aquest quatre frontals hi ha una làpida de marbre blanc amb la següent llegenda: 'TESTIMONIO/ DE GRATITUD/AL PARROCO/DR. RAMON CASAJOANA/Q P D/Y FAMILIA DE/ TORRES CASANA/LA COMISIÓN DE AGUAS/A 17 DE ENERO DE 1945/FIESTA DE ST ANTONIO ABAD'. El conjunt està rematat per sengles timpans de decoració radial de regust neoclàssic.